# بنتن (جزيرة)

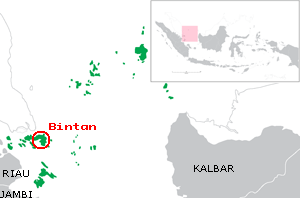
موقع جزيرة بنتان ضمن أرخبيل رياو

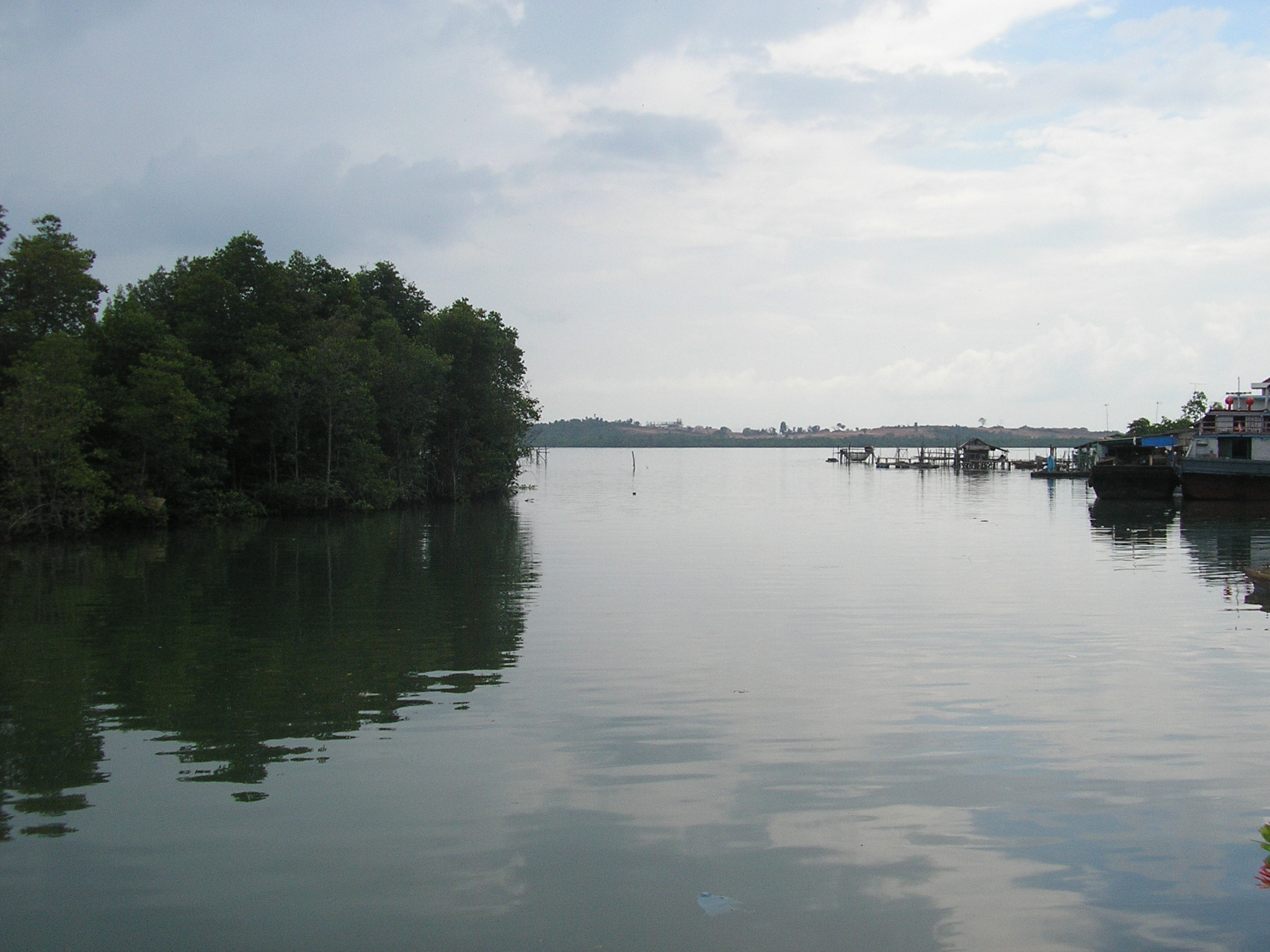
مدينة تانجونغ بينانغ في بنتان

جزيرة بنتان هي جزيرة في أرخبيل رياو في إندونيسيا. انها جزء من مقاطعة جزر رياو، مركزها مدينة تانجونغ بينانغ، وتقع في جنوب الجزيرة، وهي المدينة الرئيسية في الجزيرة الرئيسية.
مساحة أراضي جزر بنتان هي 2,402.28 كيلومتر مربع (927.53 ميل مربع) (المساحة الكلية 60057 كيلومتر مربع (23188 ميل مربع) بما في ذلك منطقة البحر 96 ٪). وهي المنطقة الإدارية لبلدية جزيرة بنتان، إحدى المناطق ست الإدارية في مقاطعة جزر رياو. أما مدينة تانجونغ بينانغ فهي تعد منطقة حكم ذاتي داخل جزيرة بنتان.
يبدأ تاريخ بنتان منذ أوائل القرن الثالث الميلادي حيث أن الجزيرة ازدهرت كمركز تجاري على الطريق بين الصين والهند، وعلى مدى قرون تمت السيطرة عليها من قبل الصينيين، والبريطانيين، ثم الهولنديون حيث سميت بجزر الهند الشرقية الهولندية خلال المعاهدة الهولندية-البريطانية في عام 1824.
في القرن الثاني عشر الميلادي كانت جزيرة بنتان معروفة في مضيق ملقا باسم «جزيرة القراصنة» حيث كان قراصنة الملايو ينهبون السفن التجارية وتبحر سفنهم في هذه المنطقة.
سنغافورة هي أقرب مدينة كبيرة ويمكن وصولها بعد رحلة تستغرق 45-50 دقيقة بواسطة طوف (Catamaran) بمحرك عبر بحر الصين الجنوبي من منطقة منتجع بنتان في شمال غرب الجزيرة.
الجزيرة تحتوي على شواطئ وفنادق ومنتجعات دولية، وأبرز هذه الشواطئ هي مجموعة منتجعات بنتان على مساحة 300 هكتار (740 فدانا) ذات البيئة الاستوائية. أرخبيل رياو يقع قبالة في هذا المنتجع عبر بحر الصين الجنوبي. إندونيسيا تحاول أن تجعل من بنتان كوجهة سياحية مهمة ثانية بعد بالي .